# 莫莫王

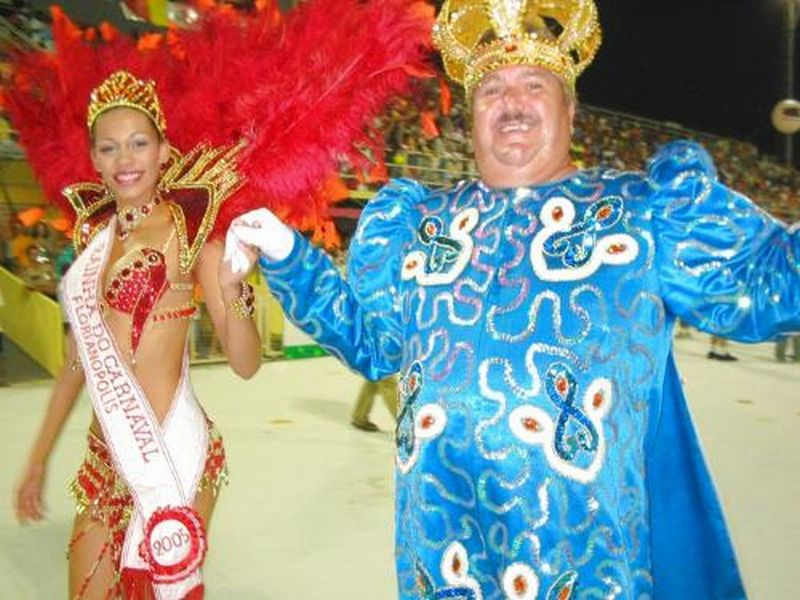
2005年弗洛里亚诺波利斯狂欢节的莫莫王

莫莫王（葡萄牙語：Rei Momo）是拉丁美洲（主要是巴西和哥伦比亚）许多狂歡節的核心人物，扮演“狂欢节之王”的角色。他的登场标志着狂欢节的开始。这一角色历来由又高又胖的男士来扮演，因为最初的莫莫王就是此种身材。

## 名称
“莫莫王”一名源于希腊神摩墨斯。